# Авиамоторная (станция метро, Калининская линия)
«Авиамото́рная» — станция Московского метрополитена на Калининской линии. Расположена на границе районов Соколиная Гора (ВАО) и Лефортово (ЮВАО), однако все выходы станции ведут лишь в последний. Открыта 30 декабря 1979 года в составе участка «Марксистская» — «Новогиреево». Колонная трёхсводчатая глубокого заложения с одной островной платформой. Связана пересадкой с одноимённой станцией на Большой кольцевой линии.

## История и происхождение названия
Станция открыта 30 декабря 1979 года в составе участка «Марксистская» — «Новогиреево», после ввода в эксплуатацию которого в Московском метрополитене стало 114 станций. В проекте станция носила название «Новая», ввиду расположения в шаговой доступности от одноимённой железнодорожной платформы Казанского и Рязанского направлений Московской железной дороги (ныне переименована). На этапе проектирования и строительства станция получила название «Авиамоторная», которое происходит от одноимённой улицы, названной в свою очередь по располагающемуся неподалёку Центральному институту авиационного моторостроения.

## Архитектура и оформление
Станция «Авиамоторная» — колонная трёхсводчатая глубокого заложения (глубина — 53 метра). Сооружена из сборной чугунной обделки, центральный зал сооружён с обратным сводом. На станции два ряда по 15 колонн. Шаг колонн — 5,25 м. Архитекторы — А. Ф. Стрелков, В. И. Клоков, Н. И. Демчинский, Ю. А. Колесникова, инженер-конструктор — Е. С. Барский.
Оформление станции посвящено строителям авиационных двигателей (скульпторы — Дж. Я. Бодниек, Х. М. Рысин, художник — А. М. Мосийчук), сама станция оформлена в светлых тонах. Пол выложен гранитными плитами разных оттенков серого. Колонны и путевые стены облицованы светлым мрамором «коелга».
Торцевая стена покрыта белым полированным мрамором и украшена металлической скульптурной композицией. Фон из листов ярко-серебристого вертикально рифлёного металла имитирует восходящие потоки воздуха, в которых парит Икар. Рядом с ним изображены летящие вверх самолёты разных лет и пропеллеры. После открытия перехода на Большую кольцевую линию композиция располагается в верхнем эскалаторном зале перехода.
Над выходом в город укреплены ярко-серебристые лопасти самолётного винта и обтекающий их «воздух».
Свод станции украшен декоративным куполом из анодированных под золото четырёхугольных пирамид — над залом будто бы парит волшебный ковёр-самолёт. Несколько картин, соединяясь, образуют цветок, в центре которого горит лампочка словно звезда на небосводе. Золотистые, чеканные панно образуют подвесной потолок; на каждом панно разные рисунки — то небесные созвездия, то расходящиеся лучи солнца.

## Расположение и вестибюли
Расположена между станциями «Шоссе Энтузиастов» и «Площадь Ильича». Выход в город осуществляется через подземный вестибюль на шоссе Энтузиастов и Авиамоторную улицу из подземного перехода, построенного в 1972 году. В 400 метрах от станции находится пассажирская железнодорожная платформа Авиамоторная.

## Авария эскалатора в 1982 году

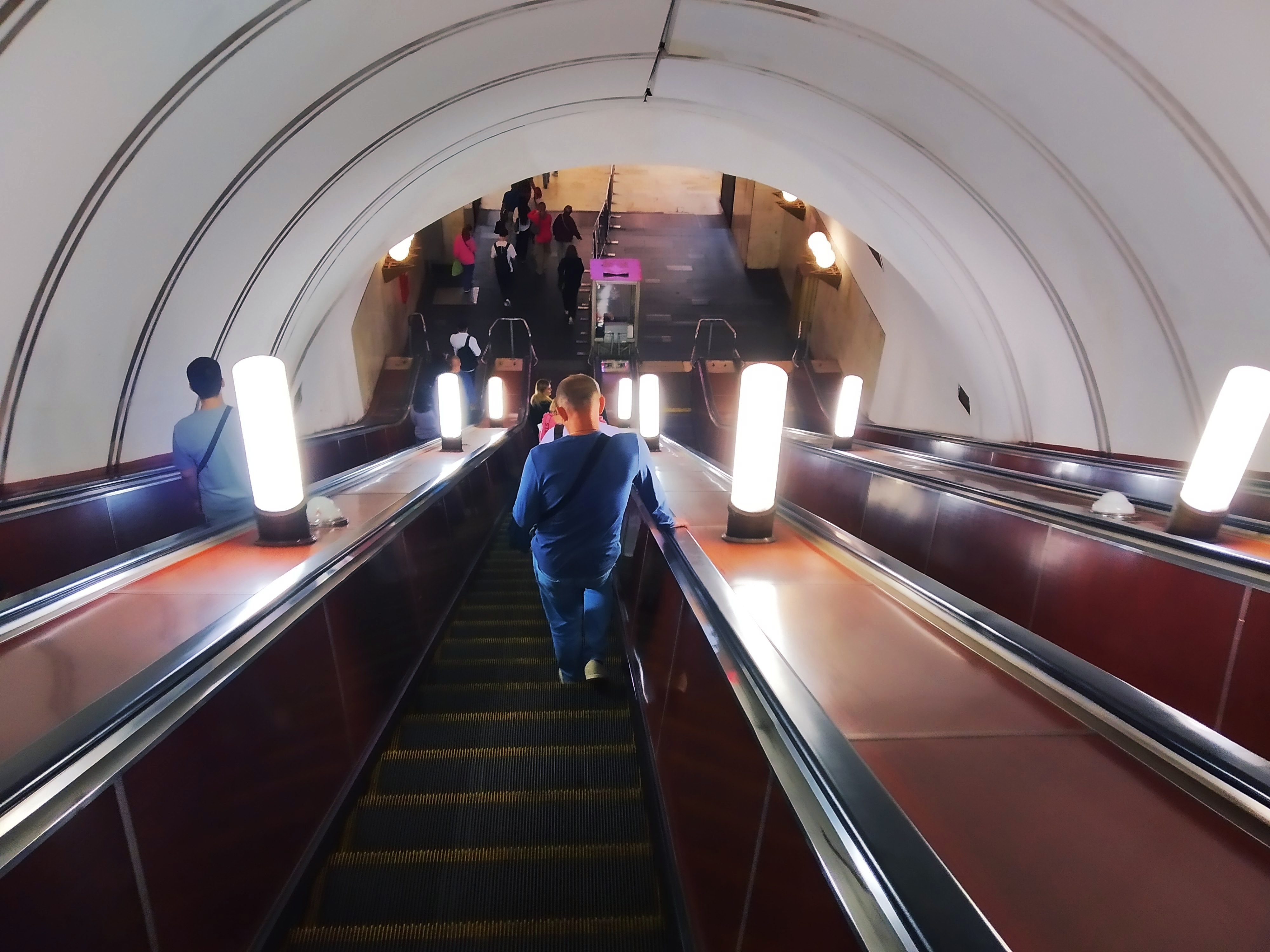
Эскалаторы на Авиамоторной

17 февраля 1982 года на станции произошла крупная авария, в результате которой погибли 8 человек и десятки получили телесные повреждения различной степени тяжести.
У одного из работавших на спуск эскалаторов произошло отсоединение цепи тележек со ступенями от двигателя. Тормоза, предназначенные для торможения ступеней, тоже не сработали. В результате, ступени под массой стоявших на них пассажиров, быстро набирая скорость, поехали вниз. Вход на станцию не был немедленно перекрыт, и на аварийный эскалатор продолжали становиться люди. Внизу на сходе с эскалатора началась давка, и образовался завал из десятков людей. Несколько человек успели запрыгнуть на балюстраду, но тонкий пластик облицовки не выдержал их массы, и они провалились вниз на несколько метров, получив лёгкие ушибы, некоторые также получили порезы разбившимися балюстрадными светильниками. Все восемь погибших были раздавлены массой людей у подножия эскалатора. Это одна из самых крупных аварий в Московском метро за всю его историю, уступающая лишь катастрофе 15 июля 2014 года. В 17:15 вход на станцию был ограничен, в 17:35 перекрыт, а в 17:45 станция «Авиамоторная» была полностью закрыта — поезда следовали там без остановки.
Случившаяся катастрофа практически не была освещена в печати, по радио и на телевидении, что породило в первый же день после аварии самые фантастические слухи, особенно о количестве погибших (их число оценивалось до семисот). Единственным стало короткое сообщение в «Вечерней Москве»:

17 февраля 1982 года на станции «Авиамоторная» Калининского радиуса Московского метрополитена произошла авария эскалатора. Среди пассажиров имеются пострадавшие.
 Причины аварии расследуются.— «Вечерняя Москва». 18 февраля 1982 года
Первая подробная публикация появилась лишь к десятилетию катастрофы в 1992 году, поскольку в советские годы тщательно скрывалась.

## В культуре
Об аварии, произошедшей на эскалаторе в 1982 году, в песне «Трагедия на Авиамоторной» поёт московская группа «Пурген» (альбомы «Токсидермисты городского безумия» 1999 и «Бог рабов» 2010).

## Станция в цифрах
- Код станции — 082.
- Станция работает с 5:30 до 1:00.
- Ежесуточный пассажиропоток составляет 58,7 тысяч человек[9].
- Таблица времени прохождения первого поезда через станцию[10]:

| По чётным числам                      | Будние дни | Выходные дни |
| По нечётным числам                    | Будние дни | Выходные дни |
| В сторону станции «Площадь Ильича»    | 05:41:00   | 05:41:00     |
| В сторону станции «Площадь Ильича»    | 05:41:00   | 05:41:00     |
| В сторону станции «Шоссе Энтузиастов» | 05:49:00   | 05:50:00     |
| В сторону станции «Шоссе Энтузиастов» | 05:49:00   | 05:50:00     |

## Наземный общественный транспорт
На этой станции можно пересесть на следующие маршруты городского пассажирского транспорта:
- Автобусы: м6, 125, 624, с636, с679, 690, 695, 805, т30, т53, н4
- Трамваи: 2, 12, 32, 37, 38, 46, 50

## Галерея
| - Торец центрального зала до 2021 года - Торец центрального зала в 2024 году - Скульптурная композиция до 2021 года - Скульптурная композиция после 2024 года - Фрагмент потолка - Посадочная платформа - Название на путевой стене - Светильник в боковом зале - Выход в город - Композиция над выходом - Эскалатор |